# Jarno Heinikangas
Jarno Heinikangas est un footballeur finlandais, né le 5 mars 1979 à Pori en Finlande. Il évolue comme défenseur.

## Palmarès
- Inter Turku
  - Vainqueur de la Coupe de Finlande en 2010.